# Okręg wyborczy Devon
Okręg wyborczy Devon powstał w 1290 r. i wysyłał do angielskiej, a następnie brytyjskiej, Izby Gmin dwóch deputowanych. Okręg obejmował hrabstwo Devon. Został zlikwidowany w 1832 r.

## Deputowani do brytyjskiej Izby Gmin z okręgu Devon

### Deputowani w latach 1290–1660
- 1559: John Prideaux
- 1563–1567: John Chichester
- 1563–1567: Gawin Carew
- 1571: John St. Leger
- 1571: Peter Edgcumbe
- 1572–1583: John Sentleger
- 1572–1583: Arthur Bassett
- 1584–1587: Walter Raleigh
- 1584–1585: William Courtenay
- 1586–1587: John Chudleigh
- 1588–1589: William Courtenay
- 1588–1589: George Cary
- 1593: Thomas Dennys
- 1593: Edward Seymour
- 1597–1598: William Strode
- 1597–1598: Amias Bampfylde
- 1601: William Courtenay
- 1601–1611: Edward Seymour
- 1604–1607: Thomas Ridgeway
- 1607–1611: John Acland
- 1614–1625: John Drake
- 1614: Edward Giles
- 1621–1622: Edward Seymour
- 1624–1625: William Strode
- 1625: Francis Fulford
- 1625: Francis Courtenay
- 1626: John Drake
- 1626: John Pole
- 1628–1629: John Bampfylde
- 1628–1629: Francis Drake
- 1640–1643: Edward Seymour
- 1640–1641: Thomas Wyse
- 1641–1648: Samuel Rolle
- 1646–1648: Nicholas Martyn
- 1648: William Morice
- 1653: George Monck
- 1653: John Carew
- 1653–1656: Thomas Saunders
- 1653: Christopher Martyn
- 1653: James Erisey
- 1653: Francis Rous
- 1653: Richard Sweet
- 1654–1659: Robert Rolle
- 1654–1656: Arthur Upton
- 1654–1656: Thomas Reynell
- 1654–1656: William Morice
- 1654–1656: John Hale
- 1654: William Bastard
- 1654: William Fry
- 1654–1659: John Northcote
- 1654–1656: Henry Hatsell
- 1654: John Quick
- 1656: John Yonge
- 1656: Edmund Fowell
- 1656: John Doddridge

### Deputowani w latach 1660–1832
- 1660–1660: George Monck
- 1660–1661: John Northcote
- 1660–1661: Edward Seymour
- 1661–1667: Hugh Pollard
- 1661–1679: John Rolle
- 1667–1671: Christopher Monck, hrabia Torrington
- 1671–1679: Coplestone Bampfylde
- 1679–1679: Edward Seymour, torysi
- 1679–1685: William Courtenay
- 1679–1685: Samuel Rolle
- 1685–1689: Bourchier Wrey
- 1685–1689: Coplestone Bampfylde
- 1689–1699: Francis Courtenay
- 1689–1701: Samuel Rolle
- 1699–1701: Thomas Drewe
- 1701–1710: William Courtenay
- 1701–1702: John Pole
- 1702–1710: Robert Rolle
- 1710–1712: William Pole
- 1710–1713: John Rolle
- 1712–1736: William Courtenay
- 1713–1727: Coplestone Warwick Bampfylde
- 1727–1730: John Rolle
- 1730–1741: Henry Rolle
- 1736–1741: John Bampfylde
- 1741–1762: William Courtenay
- 1741–1746: Theophilus Fortescue
- 1746–1747: Thomas Dyke Acland
- 1747–1776: Richard Bampfylde
- 1762–1784: John Parker
- 1776–1780: John Rolle Walter
- 1780–1796: John Rolle
- 1784–1816: John Pollexfen Bastard, torysi
- 1796–1812: Lawrence Palk
- 1812–1818: Thomas Dyke Acland, torysi
- 1816–1830: Edmund Pollexfen Bastard
- 1818–1820: Hugh Fortescue, wicehrabia Ebrington, wigowie
- 1820–1831: Thomas Dyke Acland, torysi
- 1830–1832: Hugh Fortescue, wicehrabia Ebrington, wigowie
- 1831–1832: lord John Russell, wigowie